# Milco Pieren
Milco Pieren (Rotterdam, 30 januari 1971) is een voormalig Nederlands voetballer die van 1993 tot 2001 uitkwam voor Sparta, Cambuur Leeuwarden, VVV en FC Zwolle. Hij speelde als middenvelder.

## Loopbaan
Pieren doorliep de jeugdopleiding van Sparta en debuteerde op 3 oktober 1993 in het eerste elftal tijdens een met 2-0 gewonnen thuiswedstrijd tegen Roda JC als invaller voor Dennis Krijgsman. In november 1995 tekende hij een contract voor 2,5 jaar bij Cambuur Leeuwarden. Twee maanden later maakte de eerstedivisionist furore door de toenmalige wereldkampioen Ajax met 2-0 te verslaan in de achtste finale van de KNVB Beker. Pieren scoorde het tweede doelpunt. Ondanks het doorlopende contract liet Cambuur hem in 1996 vertrekken naar VVV dat destijds onder trainer Henk van Stee een Rotterdamse enclave telde met spelers als John de Wolf, Frank Kooiman, Winston Bakboord, Remco Schol en Edgar van der Roer. Drie jaar later vertrok Pieren naar FC Zwolle waar hij in 2001 ook zijn profloopbaan afsloot.
Inmiddels is hij werkzaam in de vluchtelingendetentie en woont hij weer in Rotterdam.

## Clubstatistieken
| Seizoen         | Club               | Competitie      | Competitie | Competitie | Beker | Beker | Overige | Overige | Totaal | Totaal |
| Seizoen         | Club               | Competitie      | Wed.       | Dlp.       | Wed.  | Dlp.  | Wed.    | Dlp.    | Wed.   | Dlp.   |
| --------------- | ------------------ | --------------- | ---------- | ---------- | ----- | ----- | ------- | ------- | ------ | ------ |
| 1993/94         | Sparta             | Eredivisie      | 4          | 0          | 1     | 0     | —       | —       | 5      | 1      |
| 1994/95         | Sparta             | Eredivisie      | 24         | 2          | 5     | 3     | 1       | 1       | 30     | 6      |
| 1995/96         | Sparta             | Eredivisie      | 6          | 0          | 0     | 0     | —       | —       | 6      | 0      |
| 1995/96         | Cambuur Leeuwarden | Eerste divisie  | 19         | 3          | 3     | 1     | 5       | 0       | 27     | 4      |
| 1996/97         | VVV                | Eerste divisie  | 34         | 10         | 4     | 2     | 5       | 0       | 43     | 12     |
| 1997/98         | VVV                | Eerste divisie  | 28         | 3          | 3     | 0     | —       | —       | 31     | 3      |
| 1998/99         | VVV                | Eerste divisie  | 27         | 8          | 2     | 4     | —       | —       | 29     | 12     |
| 1999/00         | FC Zwolle          | Eerste divisie  | 15         | 1          | 3     | 3     | ?       | 0       | ??     | 4      |
| 2000/01         | FC Zwolle          | Eerste divisie  | 0          | 0          | ?     | 0     | —       | —       | ?      | 0      |
| Carrière totaal | Carrière totaal    | Carrière totaal | 157        | 27         | ??    | 13    | ??      | 1       | ???    | 41     |